# Шунейко, Владимир Александрович
Владимир Александрович Шунейко (22 апреля 1974, Минск) — белорусский футболист, защитник.

## Карьера
Начал заниматься футболом в минской СДЮШОР-5.
В 1992—1999 годах играл в Высшей лиге Беларуси (первый матч сыграл 16 августа 1992 года). С 1992 года за «Строитель» из города Старые Дороги. С 1994 за могилевский «Днепр». В 2000 году перешёл в самарские «Крылья Советов», первый матч в российском чемпионате сыграл 25 марта 2000 года против «Уралана». В 2003 ему предоставили статус свободного агента (по другим данным был отдан в аренду) и он подписал контракт с Болгарским клубом «Левски». В этом же году вернулся в Россию, во владикавказскую «Аланию». На следующий год провел несколько игр в Первом дивизионе за ФК «Орёл». С 2006 года играл в Высшей лиге Беларуси за могилевский «Днепр». После завершения карьеры игрока перешёл на тренерскую работу в клубе.